# لج الضبرة (مستباء)

تعديل مصدري - تعديل

لج الضبرة هي إحدى قرى عزلة شرق مستباء بمديرية مستباء التابعة لمحافظة حجة، بلغ تعداد سكانها 249 نسمة حسب تعداد اليمن لعام 2004.